# Wilmot Hyde Bradley

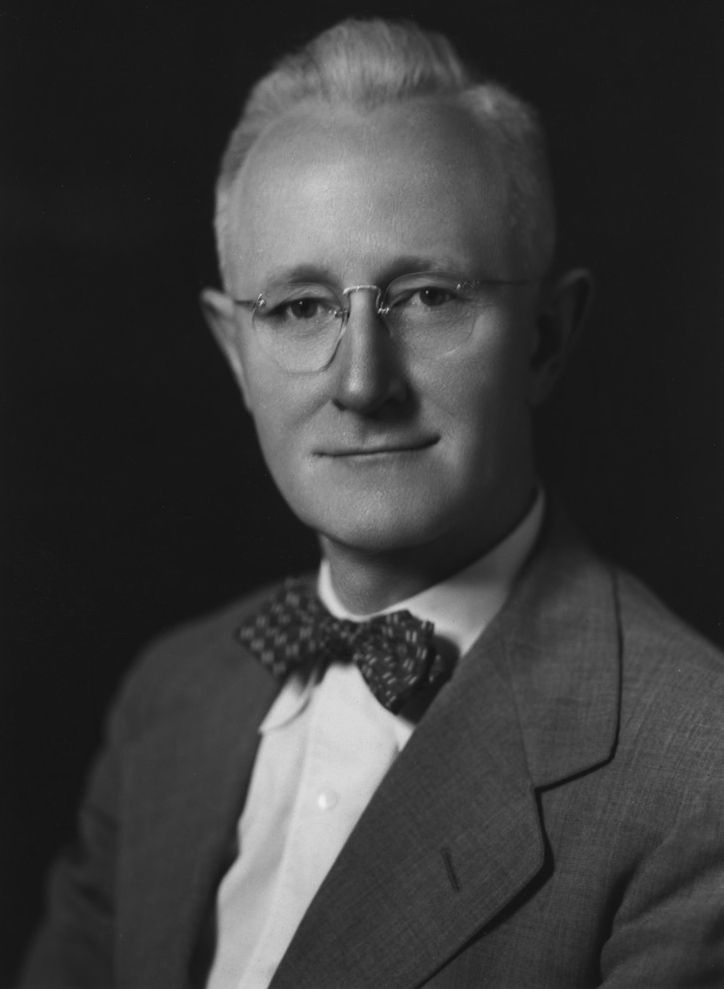
Wilmot Hyde Bradley

Wilmot Hyde Bradley (* 4. April 1899 in New Haven (Connecticut); † 12. April 1979 in Bangor (Maine)) war ein US-amerikanischer Geologe. 1944 bis 1959 war er Chefgeologe des US Geological Survey.

## Leben
Bradley studierte zunächst Ingenieurwesen und Chemie und dann Geologie an der Sheffield Scientific School der Yale University, an der er 1920 in Geologie promoviert wurde. Danach war er beim US Geological Survey, wo er die Green-River-Formation des Eozän erforschte, die als potentielle Quelle von Ölschiefer galt. Er wurde zum Experten für diese und publizierte über viele Aspekte der Formation, von der Paläontologie, Geochemie, Paläoklimatologie und Paläolimnologie, Stratigraphie bis zur Mineralogie. 1943 wurde er Chef-Militärgeologe der USA und 1944 Präsident des US Geological Survey. 1970 ging er in Pension. Sein Sterbeort ist nicht eindeutig: neben Bangor wird auch Milbridge genannt. Sein Grab befindet sich auf dem Pigeon Hill Cemetery in Steuben.

## Ehrungen
1972 erhielt er die  Penrose-Medaille. Er war Mitglied der National Academy of Sciences, der American Academy of Arts and Sciences und der American Philosophical Society. 1947 wurde er Ehrendoktor in Yale. 1958 erhielt er die Distinguished Service Medal des US-Innenministeriums. 1965 war er Präsident der Geological Society of America.
Das Mineral Bradleyit ist ihm zu Ehren benannt und wurde in der Green River Formation gefunden.